# Вікторія (Ясси)
Вікторія (рум. Victoria) — село у повіті Ясси в Румунії. Входить до складу комуни Вікторія.
Село розташоване на відстані 338 км на північ від Бухареста, 15 км на північ від Ясс.

## Населення
За даними перепису населення 2002 року у селі проживали 1523 особи, усі — румуни. Усі жителі села рідною мовою назвали румунську.